# James Spratt (Offizier)
James Spratt (* 3. Mai 1771 in Harrel’s Cross, County Dublin; † 1853) war ein Offizier der Royal Navy und wurde als ein Held der Schlacht von Trafalgar bekannt.

## Leben
Commander James Spratt wurde berühmt, weil er alleine von der HMS Defiance zum französischen Linienschiff Aigle tauchte. Er kletterte durch ein Heckfenster, begab sich zum Poopdeck und stürzte sich auf die Mannschaft – ein Mann gegen Hunderte. Im Handgemenge tötete er zwei Seeleute und beim Kampf gegen einen Dritten fielen beide vom Poopdeck auf das Hauptdeck; während sein Gegner starb, trug er schwere Verletzungen davon. Durch das Eingreifen der Besatzung der Defiance wurde er schließlich aus der misslichen Lage gerettet, seine Tapferkeit schadete jedoch seinem weiteren beruflichen Werdegang.
Am 4. April 1809 heiratete er Jane Brimage (* 2. April 1790), ihr ältester Sohn war Thomas Abel Brimage Spratt, der am 11. Mai 1811 geboren wurde.

## Werke
- The Homograph or Every Man a Signal Tower. London; ageofnelson.org (PDF; 24 kB).